# Área 17
El Área 17 es un barrio de la ciudad de León, comunidad autónoma de Castilla y León, España. Se sitúa al noroeste de la ciudad, entre la avenida General Gutiérrez Mellado y el límite con el municipio de Sariegos.

## Localización
El Área 17 se encuentra en la zona noroeste de la ciudad de León, a una altitud de unos 835 m s. n. m. Limita al norte con el municipio de Sariegos, al este con el río Bernesga, al sur con la avenida General Gutiérrez Mellado y al oeste con el municipio de San Andrés del Rabanedo. El territorio sobre el que se asienta está representado en la hoja 161 del Mapa Topográfico Nacional.

## Transporte

### Autobús
El Área 17 cuenta con una línea de autobús urbano, la línea 13, que conecta el barrio con el centro y sur de la ciudad. Además en la cercana avenida General Gutiérrez Mellado cuenta con tres líneas de autobús urbano, la 7C, la 9C y la 12, y con una de autobús interurbano que lo conecta con las localidades de San Andrés del Rabanedo y Villabalter, además de con la Universidad de León y el Hospital de León.
| Línea            | Recorrido                                     | Horario laborables (I) | Horario sábados (II) | Horario festivos (III) | Frecuencia (I/II/III) | Servicio minusválidos |
| ---------------- | --------------------------------------------- | ---------------------- | -------------------- | ---------------------- | --------------------- | --------------------- |
| Línea 7C (ALESA) | Estación de Autobuses - Hospitales - El Ejido | 7:15 a 22:15           | 7:15 a 22:15         | 7:15 a 22:15           | 30'/60'/60'           |                       |
| Línea 9C (ALESA) | Hospitales - Estación de Autobuses - El Ejido | 7:00 a 22:30           | 7:00 a 22:30         | 7:00 a 22:30           | 30'/60'/60'           |                       |
| Línea 12 (ALESA) | Pinilla - Eras - Universidad                  | 7:00 a 22:20           | 7:00 a 22:30         | 7:00 a 22:30           | 30'/60'/60'           |                       |
| Línea 13 (ALESA) | La Chantría - Área 17                         | 7:15 a 22:45           | 9:15 a 22:45         | 15:15 a 22:45          | 30'/60'/60'           |                       |